# Sharon Lawrence
Sharon Lawrence, född 29 juni 1961 i Charlotte, North Carolina, är en amerikansk skådespelare.
Lawrence hade en återkommande roll som Laura Van Kirk på serien Dynasty.
År 2002 gifte sig Lawrence med Dr Tom Apostle.

## Filmografi i urval
- 1993 – Beverly Hills (TV-serie) (1 avsnitt)
- 1993–1999 – På spaning i New York (TV-serie) (99 avsnitt)
- 1993 – Skål (TV-serie) (1 avsnitt)
- 1994 – Förvandlingen 2
- 1995 – Degree of Guilt
- 1995 – Star Trek: Voyager (TV-serie) (1 avsnitt)
- 1995 – Stulen identitet
- 1996 – Singel i stan (TV-serie) (1 avsnitt)
- 1996 – Sveket
- 1996 – The Uninvited
- 1997 – Stålmannen (TV-serie) (röstroll, 1 avsnitt)
- 1997 – The Only Thrill
- 1999 – Aftershock
- 1999 – Blue Moon
- 2000 – Skvaller
- 2002 – Atomic Twister
- 2002 – Law & Order: Special Victims Unit (TV-serie) (1 avsnitt)
- 2003 – Fly Cherry
- 2003 – Word of Honor
- 2004 – Alla hans ex
- 2004 – Vem dömer Amy? (TV-serie) (1 avsnitt)
- 2004 – Boston Legal (TV-serie) (1 avsnitt)
- 2004–2005 – Desperate Housewives (TV-serie) (3 avsnitt)
- 2006 – Augusta, Gone
- 2006–2008 – Monk (TV-serie) (4 avsnitt)
- 2007 – Hidden Palms (TV-serie) (8 avsnitt)
- 2008 – Dirt (TV-serie) (1 avsnitt)
- 2008 – The Capture of the Green River Killer
- 2009 – Community (TV-serie) (1 avsnitt)
- 2009 – Curb Your Enthusiasm (TV-serie) (1 avsnitt)
- 2009–2013 – Drop Dead Diva (TV-serie) (6 avsnitt)
- 2009 – Ghost Whisperer (TV-serie) (1 avsnitt)
- 2009 – Grey's Anatomy (TV-serie) (1 avsnitt)
- 2010–2011 – One Tree Hill (TV-serie) (6 avsnitt)
- 2010 – The Mentalist (TV-serie) (1 avsnitt)
- 2011 – American Dad! (TV-serie) (röstroll, 1 avsnitt)
- 2011 – The Perfect Family
- 2012 – Nuclear Family
- 2012 – Middle of Nowhere
- 2012–2016 – Rizzoli & Isles (TV-serie) (6 avsnitt)
- 2014 – Starving in Suburbia
- 2014 – Born to Race: Fast Track
- 2015 – Solace
- 2016 – Blue Bloods (TV-serie) (1 avsnitt)
- 2016–2019 – Shameless (TV-serie) (7 avsnitt)
- 2017 – Deidra & Laney Rob a Train
- 2017 – The Ranch (TV-serie) (7 avsnitt)
- 2018–2021 – Dynasty (TV-serie) (7 avsnitt)
- 2018 – How to Get Away with Murder (TV-serie) (1 avsnitt)
- 2019–2020 – Criminal Minds (TV-serie) (3 avsnitt)
- 2020 – Home Before Dark (TV-serie) (4 avsnitt)